# Charliers-Mühle Roetgen

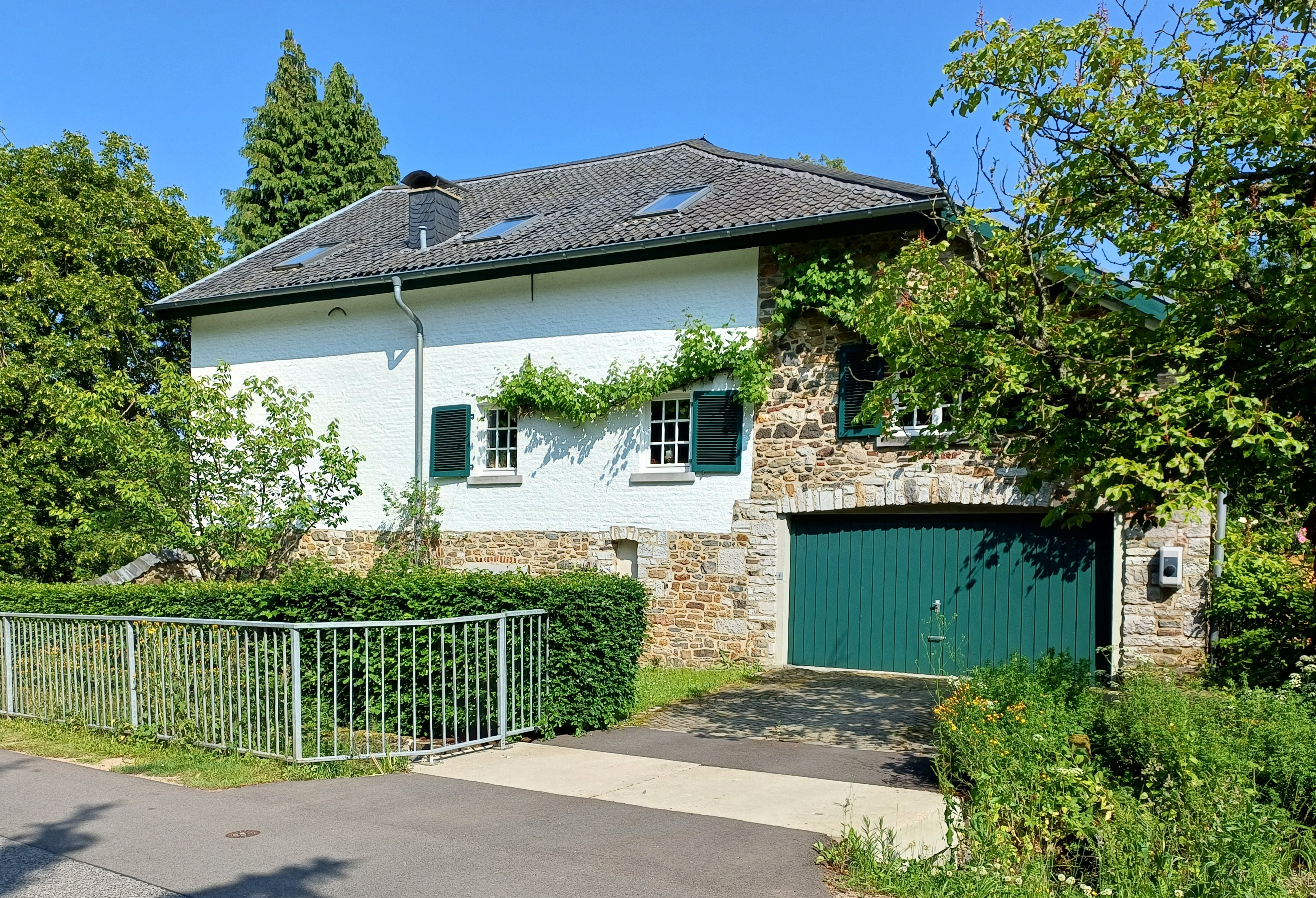
Charliersmühle (2025)

Charliers-Mühle (auch Kaufmanns-Mühle) ist eine ehemalige Wassermühle in Roetgen und gehörte zu den so genannten Bannmühlen im Monschauer Land.

## Anlage
Die Umrisse des ehemaligen Mühlenteiches kann man heute noch deutlich sehen. Ein Erddamm von etwa 80 Meter Länge wurde aufgeschüttet. Weserwärts hatte der Teich eine Länge von 130 Meter. Am oberen Ende war er 60 Meter breit. Er bedeckte eine Fläche von 8.750 m2. Die Zuleitung vom Teich zum Wasserrad betrug 20 Meter, und der Ableitungs- bzw. Überlaufgraben war 12 Meter lang. Über den Weserbach wurde ein fester Holzsteg von 1,5 Meter Breite und 20 Meter Länge gebaut – die heutige Mühlenstraße, bestehend damals aus einem unbefestigten Feldweg, einer „Fahrt“. Die Brücke über den Weserbach war noch nicht vorhanden. An ihrer Stelle befand sich eine tiefe Furt. Das Weserbett war in der Wegrichtung beiderseits beträchtlich erweitert, damit die Steigung des Weges vom Weserbett aus nicht zu groß wurde. Vor der Einmündung in den Mühlenteich führte eine Abzweigung des Mühlengrabens von 62 Meter Länge bei Hochwasser oder bei gefülltem Mühlenteich nach Öffnen einer Schleuse das Wasser in die Weser zurück.
Das Mühlengebäude wurde einstöckig ohne Wohnung, nur für den Mühlenbetrieb aus Bruchsteinen gebaut, die bei den Ausgrabungsarbeiten und bei der Herrichtung des Weserbaches anfielen. Ostwärts der Mühle wurde das Mühlrad, ein oberschlächtiges Schaufelrad, angebracht.
Von dem damaligen Weg und von der Furt aus gesehen, schien die Mühle höher zu liegen, als es heute von der Mühlenstraße her aussieht.
Friedrich Eugen Ludwig Charlier ließ im Jahre 1840 über dem aus Bruchsteinen bestehenden Erdgeschoss ein neues Stockwerk und einen Giebelsöller aus Ziegeln mit Hau-Steinrahmen aus Blaustein, Kalkstein, errichten. Die Eisenanker an der Giebelseite bilden die Jahreszahlen 1768 und 1840. Die Ziegelsteine wurden im sogenannten „Feldbrand“ in der benachbarten Ziegelei des Bürgermeisters Johann Lütgen hergestellt.

## Geschichte
Im Jahre 1768 erhielt Johann Peter Kaufmann von dem Kurfürsten Karl Theodor von der Pfalz die Genehmigung, gemeinsam mit seiner Ehefrau Anna Lütgen in Roetgen an der Weser eine Mühle zu bauen. Zugleich erwarb er die Gerechtsame zur Bannmühle. Dadurch wurden die Einwohner der Bürgermeisterei Roetgen verpflichtet, das Getreide dort mahlen bzw. schroten zu lassen. Die Gemeinde gab das erforderliche Land im Riethsbruch – teils Ödland, teils Holzung und zum Teil Sumpfland – zu einem angemessenen Preis ab, da das neue Gelände für die Bewohner von Roetgen günstig lag.
Den Mühlenbetrieb versah ein Müller, der in den Diensten des Johann Peter Kaufmann stand. Der Mühlenbetrieb lief gut an und bildete eine gute Einnahmequelle.
Nach dem Tod von Johann Peter Kaufmann am 10. Januar 1786 ging die Mühle in den Besitz seines Sohnes Johann Mathias Kaufmann über. Dieser wurde im April 1750 in Roetgen geboren und betrieb außer der Mühle eine gut gehende Weberei und Färberei.
Johann Mathias Kaufmann führte den Mühlenbetrieb durch die Beschäftigung eines Müllers und weiterer Arbeitskräfte in vergrößertem Umfang weiter. Im Jahre 1795 hob die französische Verwaltung bei allen Bannmühlen den Mahlzwang auf. In Anbetracht der weiten Entfernung zu einer Mühle außerhalb von Roetgen hatte dies keinen Einfluss auf den Umfang des Mühlenbetriebes. Nach dem Tode seiner Ehefrau Cornelia geb. Weidenbach 1784 heiratete Johann Mathias Kaufmann am 23. Oktober 1789 Petronella Mathee, Tochter der Eheleute Hubert Mathee und Agnes Lütgen. Am 9. Februar 1822 starb Johann Mathias Kaufmann ohne Nachkommen.
Seine Witwe Petronella geb. Mathee starb am 15. Oktober 1826. Den umfangreichen Besitz des Johann Kaufmann übernahm eine Erbengemeinschaft.
Von der „Erbengemeinschaft Johann Kaufmann“ übernahm Friedrich Eugen Ludwig Charlier den Besitz der Mühle, der am 8. Mai 1812 in Roetgen als Sohn des Friedrich Wilhelm Charlier und seiner Ehefrau Magdalene Louise geb. Crämer geboren wurde.
Nach dem Besitzer Friedrich Eugen Ludwig Charlier erhielt die Mühle den Namen „Charliers-Mühle“. Wie lange er die Mühle bewohnt und unter anderem in eigener Regie bei der Beschäftigung eines Müllers betrieben hat, ist zeitlich nicht genau zu ermitteln. Infolge der schlechten Wirtschaftslage, insbesondere in der Textilindustrie und der geringen Erwerbsmöglichkeiten in Roetgen, verpachtete Friedrich Charlier die Mühle und zog mit seiner Familie nach Aachen. Langjähriger Pächter war J. Laschet aus Eupen.
Um das Jahr 1872 brannten die Nebengebäude der Mühle teilweise ab. Obwohl der Schaden bald wieder behoben wurde, gab J. Laschet die Pachtung auf und zog nach Eupen.
Der am Weserbach jenseits der Mühlenstraße wohnende, zum Raerener Ortsteil Petergensfeld gehörende Anlieger Johann Peter Kever übernahm den Mühlenbetrieb. Durch den Kauf vom 23. Juni 1874 kam die Mühle mit den zugehörigen Ländereien in seinen Besitz.
Wegen des Ausbaus der in den Jahren 1883–1885 gebauten Vennbahn und der Verlegung einer Wasserleitung bis zum Bahnhof Roetgen sah sich die Eisenbahnverwaltung 1891 gezwungen, die Charliers-Mühle mit den zugehörigen Ländereien käuflich zu erwerben, um das Wasserrecht zu erhalten. Daraufhin wurde der Mühlenbetrieb eingestellt und das Haus den Bahnbediensteten als Dienstwohnung zur Verfügung gestellt.
Nach dem Versailler Vertrag vom 10. Januar 1920 musste die Eisenbahnlinie ab 1. November 1921 an Belgien abgetreten werden, Charliers-Mühle blieb im Besitz der deutschen Eisenbahnverwaltung.
Felix Knott pachtete nun das Anwesen mit den anliegenden Wiesen und betrieb eine ergiebige Landwirtschaft. Zu Beginn der 1930er Jahre konnte er das Haus und den anliegenden Garten von der deutschen Reichsbahnverwaltung käuflich erwerben.

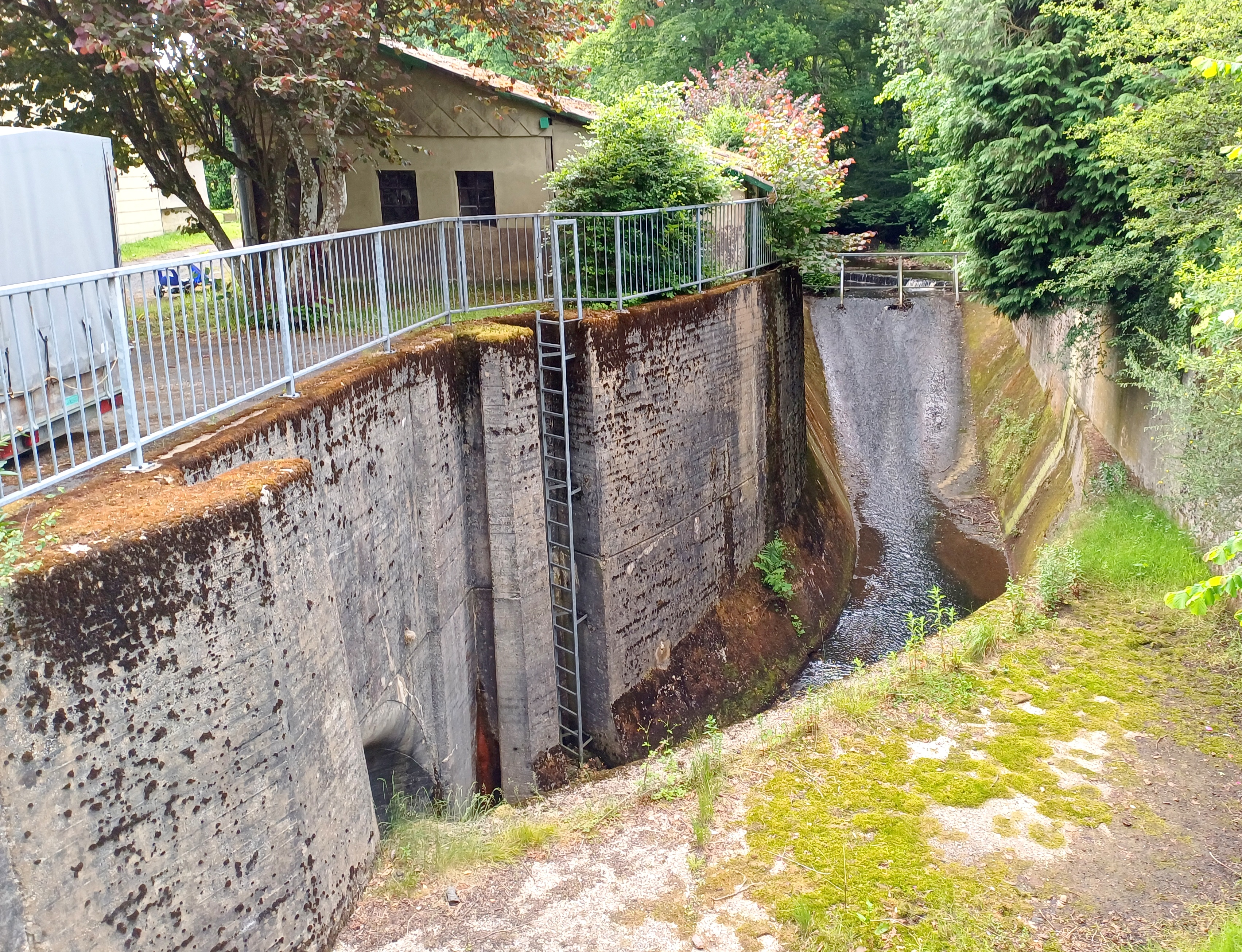
Weserstollen vor der Mühle, Zulauf
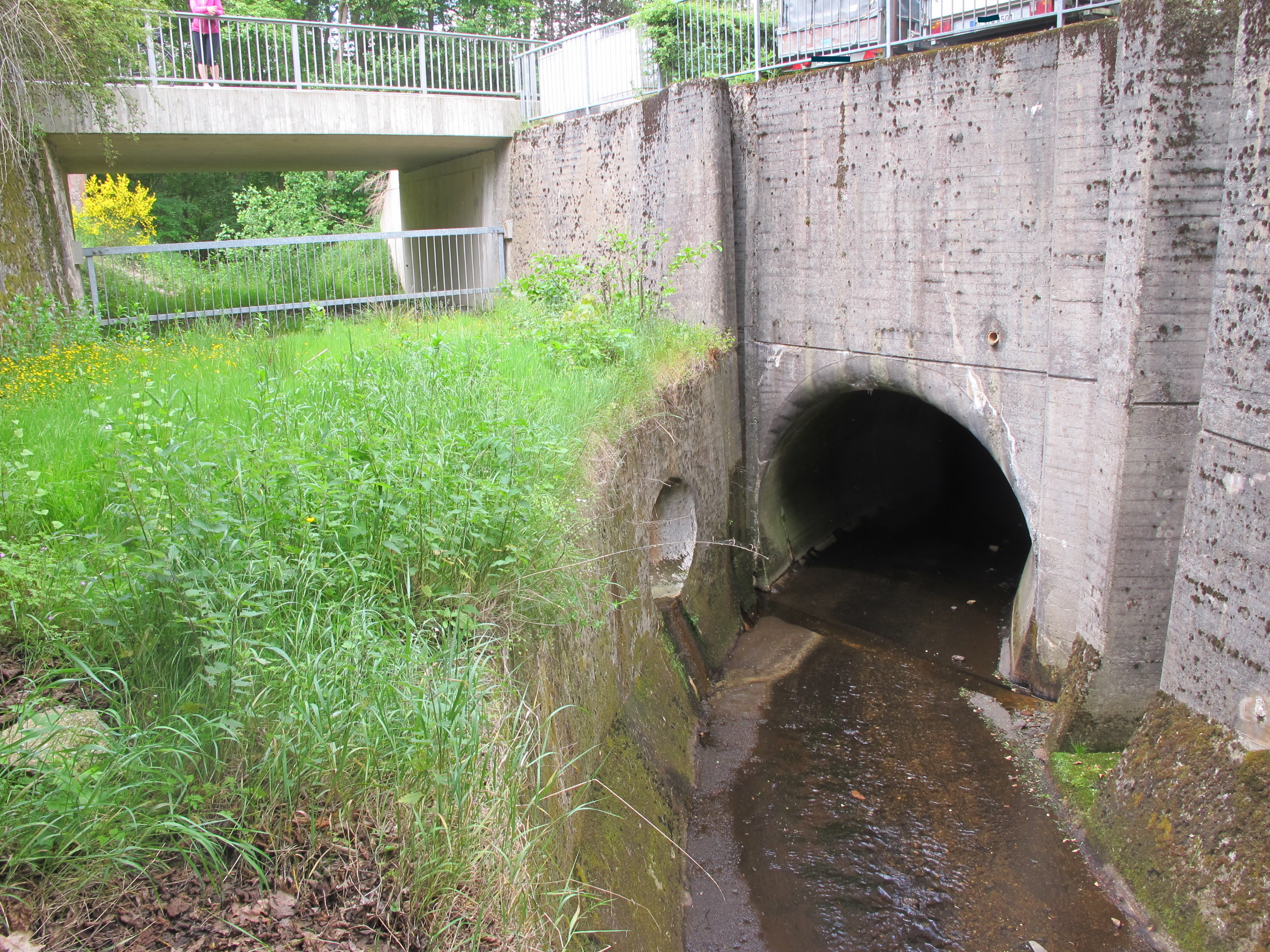
Weserstollen vor der Mühle, Ablauf

Nach dem deutsch-belgischen Kulturabkommen vom 24. September 1956 wurde die deutsch-belgische Grenze u. a. im Bereich der Gemeinde Roetgen neu festgelegt. Die Umleitung des oberen Weserbaches auf belgischem Gebiet zum Steinbach und der Bau eines Stollens zur Umleitung des restlichen Wassers vom Weserbach bei Charliers-Mühle zum Grölisbach waren zwecks Reinhaltung des Wassers der Eupener Talsperre, das der Trinkwasserversorgung von Eupen und anderer Städte, wie Seraing südlich von Lüttich dient, vorgesehen.
Im Jahre 1963 wurde der vor dem Hause beginnende Stollen unter großem Aufwand gebaut. Ein im Zuge dieser Vereinbarungen gebauter „Rücklaufgraben“, der das Oberflächenwasser aus dem „Foulleborn“ am Waldrand an der deutsch-belgischen Grenze beginnend in den Weserbach-Stollen leitet, endet neben dem Haus am Einlauf zur Weser.
Die Familie Knott gab Ende 1977 die Landwirtschaft auf und verkaufte das Haus, das sich in einem äußerst reparaturbedürftigen Zustand befand, an den Architekten Karl-Heinz Mallman aus Roetgen, der das Haus einer gründlichen Reparatur unterzog. 2001 erwarb die Familie Axmacher die Charliers-Mühle.